# Gale Anne Hurd

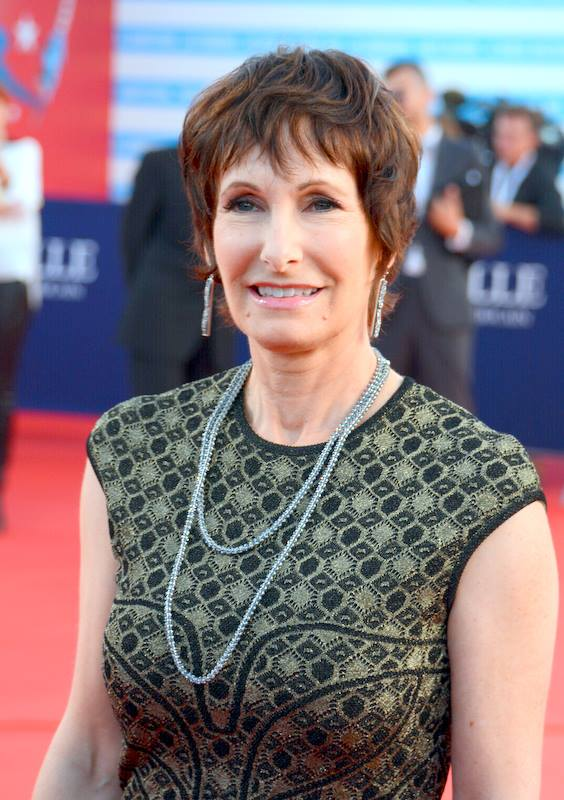
Gale Anne Hurd (2013)

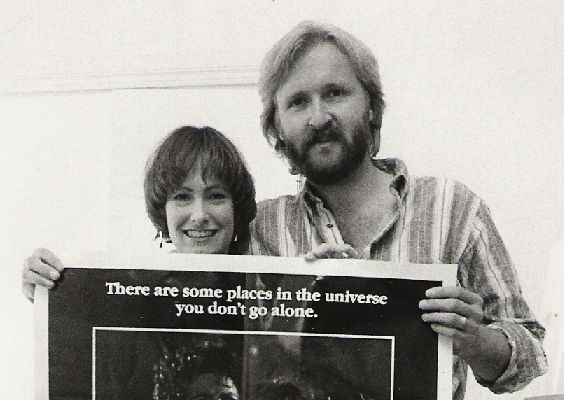
Gale Anne Hurd und James Cameron präsentieren das Plakat zu Aliens – Die Rückkehr, September 1986

Gale Anne Hurd (* 25. Oktober 1955 in Los Angeles) ist eine US-amerikanische Filmproduzentin.

## Leben
Ihr Kinodebüt gab Hurd als Co-Produzentin von Roger Corman 1981 mit dem Film Die total verrückte Highway-Polizei (Originaltitel Smokey Bites the Dust). Kurz danach produzierte sie den erfolgreichen Film Terminator. Zusammen mit dem Regisseur des Films James Cameron verfasste sie das Drehbuch, für das die beiden 1985 mit dem Saturn Award ausgezeichnet wurden. Später drehte sie Aliens, Abyss – Abgrund des Todes und Tremors, danach folgten Hexenjagd in L.A., Safe Passage, Der Geist und die Dunkelheit und Ich liebe Dick.
Seit 2010 ist sie vornehmlich für das Fernsehen tätig und ist als Ausführende Produzentin an Serien wie The Walking Dead und Fear the Walking Dead beteiligt.
Von 1984 bis 1989 war sie mit James Cameron verheiratet, den sie bei der Arbeit an Terminator kennenlernte. Mit Brian De Palma war sie zwischen 1991 und 1993 verheiratet und hat eine gemeinsame Tochter. Seit 1995 ist sie mit dem Drehbuchautor Jonathan Hensleigh verheiratet.

## Preise und Auszeichnungen (Auswahl)
Bei den Taurus Awards 2003 wurde sie mit dem Action Movie Producer Award ausgezeichnet. In den Jahren 1993 und 2004 erhielt sie von der Academy of Science Fiction, Fantasy & Horror Films jeweils den President’s Award. 2012 erhielt sie einen Stern auf dem Hollywood Walk of Fame.

## Filmografie (Auswahl)
Produzentin
- 1984: Terminator (The Terminator)
- 1986: Aliens – Die Rückkehr (Aliens)
- 1988: Spacecop L.A. 1991 (Alien Nation)
- 1989: Abyss – Abgrund des Todes (The Abyss)
- 1990: Downtown
- 1990: Tremors – Im Land der Raketenwürmer (Tremors)
- 1991: Hexenjagd in L.A. (Cast a Deadly Spell)
- 1992: Mein Bruder Kain (Raising Cain)
- 1994: Flucht aus Absolom (No Escape)
- 1994: Safe Passage
- 1995: Der Pate und das Showgirl (Sugartime)
- 1996: Der Geist und die Dunkelheit (The Ghost and the Darkness)
- 1997: Das Relikt (The Relic)
- 1997: Dante’s Peak
- 1998: Armageddon – Das jüngste Gericht (Armageddon)
- 1999: Virus – Schiff ohne Wiederkehr (Virus)
- 1999: Ich liebe Dick (Dick)
- 2002: Clockstoppers
- 2003: Hulk
- 2004: The Punisher
- 2005: Æon Flux
- 2007: Cannibals – Welcome to the Jungle (Welcome to the Jungle)
- 2008: Der unglaubliche Hulk (The Incredible Hulk)
- 2008: Punisher: War Zone
- 2010: Unschuldig hinter Gittern (The Wronged Man, Fernsehfilm)
- 2010–2022: The Walking Dead (Ausführende Produzentin, Fernsehserie)
- 2015–2023: Fear the Walking Dead (Ausführende Produzentin, Fernsehserie)
- 2018: Hell Fest
- 2020–2021: The Walking Dead: World Beyond (Ausführende Produzentin, Fernsehserie)
- 2022: Tales of the Walking Dead
- seit 2023: The Walking Dead: Dead City (Ausführende Produzentin, Fernsehserie)
- seit 2023: The Walking Dead: Daryl Dixon (Ausführende Produzentin, Fernsehserie)
- 2024: The Walking Dead: The Ones Who Live (Ausführende Produzentin, Fernsehserie)

Co-Produzentin
- 1981: Highway Kids (Smokey Bites the Dust)